# Рейес, Педро (футболист)
Пе́дро Анто́нио Ре́йес Гонса́лес (исп. Pedro Antonio Reyes González; 13 ноября 1972, Антофагаста, Чили) — чилийский футболист, защитник, известный по выступлениям за клубы «Коло-Коло» и сборную Чили, участник Чемпионата мира 1998 года, бронзовый призёр Олимпийских игр в Сиднее.

## Клубная карьера
Рейес начал карьеру в клубе «Депортес Антофагаста». По окончании сезона он покинул команду и перешёл в «Коло-Коло». С новым клубом Педро трижды выиграл чилийскую Примеру и дважды завоевал Кубок Чили. В 1997 году Рейес был признан футболистом года в Чили. В конце 1998 года он перешёл во французский «Осер». 1 января 1999 года в матче против «Сошо» Рейес дебютировал в Лиге 1. В 2002 году он стал реже попадать в состав и вернулся на родину, заключив соглашение с «Универсидад де Чили». По окончании сезона Рейес перешёл в «Унион Эспаньола». Через год он покинул клуб и без особого успеха выступал за парагвайскую «Олимпию», «Депортес Ла-Серена», «Аудакс Итальяно». В 2008 году Педро завершил карьеру у родном «Депортес Антофагаста».

## Международная карьера
В 1994 году Педро дебютировал за сборную Чили. 29 апреля того же года во встрече против сборной Венесуэлы Рейес забил свой первый гол за национальную команду.
В 1998 году Педро попал в заявку сборной на участие в Чемпионате мира во Франции. На турнире он принял участие в матчах против команд Камеруна, Австрии, Италии и Бразилии.
В 1999 году он впервые выступал на Кубке Америки в Парагвае. В матче против сборной Колумбии Педро забил два гола. В 2000 году Рейес принял участие в Олимпийских играх в Сиднее и помог национальной команде завоевать бронзовые медали. На турнире он сыграл в матчах против команд Марокко, Испании, Нигерии, Южной Кореи, Камеруна и США.
В 2001 году он второй раз принял участие в розыгрыше Кубка Америки. На турнире он сыграл в матчах против сборных Эквадора, Венесуэлы, Колумбии и Мексики.

### Голы за сборную Чили
| #   | Дата            | Место          | Противник | Результат | Соревнование       |
| --- | --------------- | -------------- | --------- | --------- | ------------------ |
| 01. | 29 апреля 1994  | Сантьяго, Чили | Венесуэла | 6:0       | Товарищеский матч  |
| 02. | 12 октября 1997 | Сантьяго, Чили | Перу      | 4:0       | Товарищеский матч  |
| 03. | 11 июля 1999    | Лике, Парагвай | Колумбия  | 3:2       | Кубок Америки 1999 |
| 04. | 11 июля 1999    | Лике, Парагвай | Колумбия  | 3:2       | Кубок Америки 1999 |

## Достижения
Командные
 «Коло-Коло»
- Чемпионат Чили по футболу — 1996
- Чемпионат Чили по футболу — Кл. 1997
- Чемпионат Чили по футболу — 1998
- Обладатель Кубка Чили — 1994

Международные
 Чили (до 23)
- Олимпийские игры — 2000

Индивидуальные
- Футболист года в Чили — 1997